# إينتشة درة سي
إينتشة درة سي هي قرية في مقاطعة بل دشت، إيران. يقدر عدد سكانها بـ 72 نسمة بحسب إحصاء 2016.